# Ernst Seidler von Feuchtenegg
Ernst rytíř Seidler von Feuchtenegg (5. června 1862 Schwechat – 23. ledna 1931 Vídeň) byl rakouský právník a politik, předseda vlády předlitavské části Rakouska-Uherska.

## Život
Seidler, syn právníka, a od roku 1914 řádný univerzitní profesor na Zemědělské univerzitě ve Vídni se v letech 1907 a 1917 aktivně podílel na jednáních s Uhry za ministerstvo zemědělství. Roku 1917 se stal nakrátko ministrem zemědělství v Clam-Martinicově vládě, po jejímž pádu sestavil 23. června 1917 nový kabinet, původně zamýšlený jako přechodný (vláda Ernsta Seidlera). Pokusil se dosáhnout rovnoprávnost a autonomii pro jednotlivé národy, vstřícným aktem v tomto směru byla například amnestie pro odsouzené české politiky (mj. Karla Kramáře a Aloise Rašína). Vzhledem k vývoji válečné situace v neprospěch Rakouska však jeho návrhy nenašly odezvu. Naopak jeho pokus o vytvoření národnostně jednotných okresů v rámci Čech vyvolal ostré protesty českých poslanců, kteří ho vinili z pokusu o rozdělení země. V lednu 1918 nařídil konfiskovat právě vzniklou Tříkrálovou deklaraci. Přesto se Deklarace dále šířila mezi lidmi a nakonec byla přečtena v parlamentu, čímž získala imunitu, takže ji mohly otisknout noviny.
Císařem Františkem Josefem I. byl nejvyšším rozhodnutím ze dne 7. února 1916 povýšen do rytířského stavu. V dubnu téhož roku mu byl udělen erb a predikát rytíř Seidler von Feuchtenegg.
Neúspěchy v národnostní politice a nedostatek základních životních potřeb mezi obyvatelstvem vedly k jeho demisi 25. července 1918. Poté až do pádu monarchie vedl kabinet císaře Karla.
Po zániku Rakouska-Uherska a zrušení šlechtických titulů přijal jméno Seidler-Feuchtenegg. Do politiky  již nezasahoval. Byl autorem několika nepříliš úspěšných dramat. Jeho dcerou byla herečka Alma Seidler (1899–1977).